# Juan de Zavala
 (décembre 2022).
Si vous disposez d'ouvrages ou d'articles de référence ou si vous connaissez des sites web de qualité traitant du thème abordé ici, merci de compléter l'article en donnant les références utiles à sa vérifiabilité et en les liant à la section « Notes et références ».
Pour les articles homonymes, voir Zavala.
Juan de Zavala y de la Puente, né à Lima le 27 décembre 1804 et mort à Madrid le 29 décembre 1879, est un militaire et homme politique espagnol du XIXe siècle. Il devient plusieurs fois ministres et même président du Conseil des ministres en 1874, sous la première république.

## Biographie
Juan de Zavala naît le 27 décembre 1804 à Lima (Pérou). Il est le fils du royaliste Pedro José de Zavala y Bravo del Ribero et de Grimanesa de la Puente y Bravo de Lagunas.
En 1818, il rejoint l'armée et intègre le régiment des Dragons de Lima, dans lequel il reste jusqu'en 1821. À cette date, il rentre en Espagne aux côtés de son père pour informer le roi espagnol Ferdinand VII de la situation à la suite du Pronunciamiento d'Aznapuquio, dans le cadre de la guerre d'indépendance du Pérou. Cette expédition est néanmoins écourtée puisque le navire les ramenant en Espagne est intercepté par la marine argentine. Juan et son père sont alors maintenus captifs jusqu'à l'année suivante.
Après la déclaration d'indépendance du Pérou, en 1825, ils parviennent tous deux à rentrer en Espagne. Là-bas, Juan entre dans la Garde royale, comme enseigne. Après le triennat libéral, il est fait capitaine de cavalerie en 1829. Finalement en 1833, lors du déclenchement de la première guerre carliste, il est affecté à l'état-major du général Gerónimo Valdés (es). À la fin de cette guerre, il participe à la rédaction de la convention d'Ognate sous les ordres de Baldomero Espartero.
Après cette carrière militaire, il entame une longue carrière politique, qui le mènera du ministère des affaires étrangères à celui de la guerre en passant par la marine.
Juan de Zavala meurt à Madrid le 29 décembre 1879, âgé de 75 ans.

## Portraits

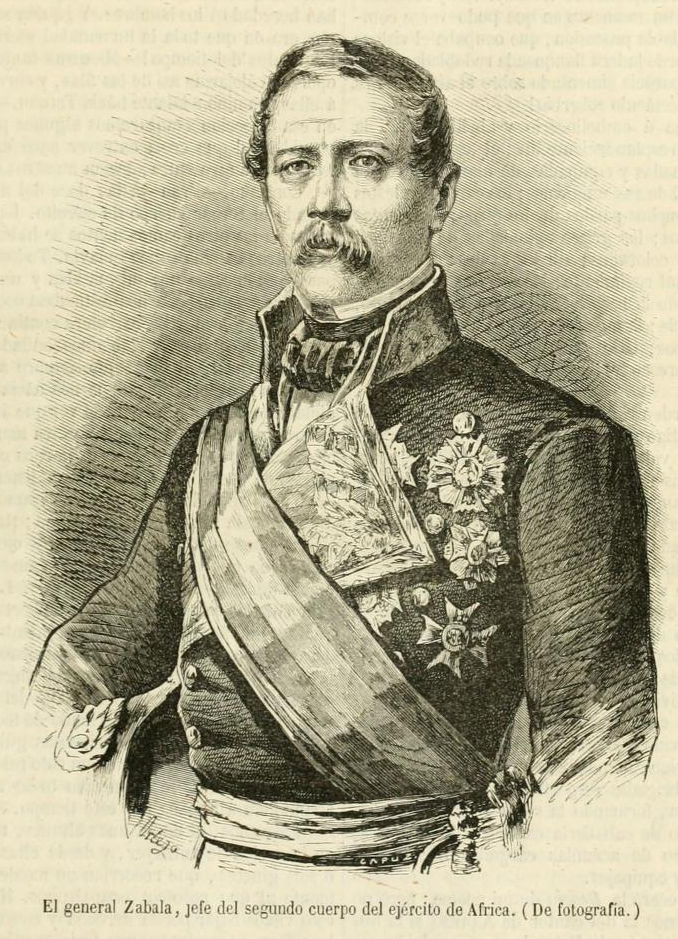
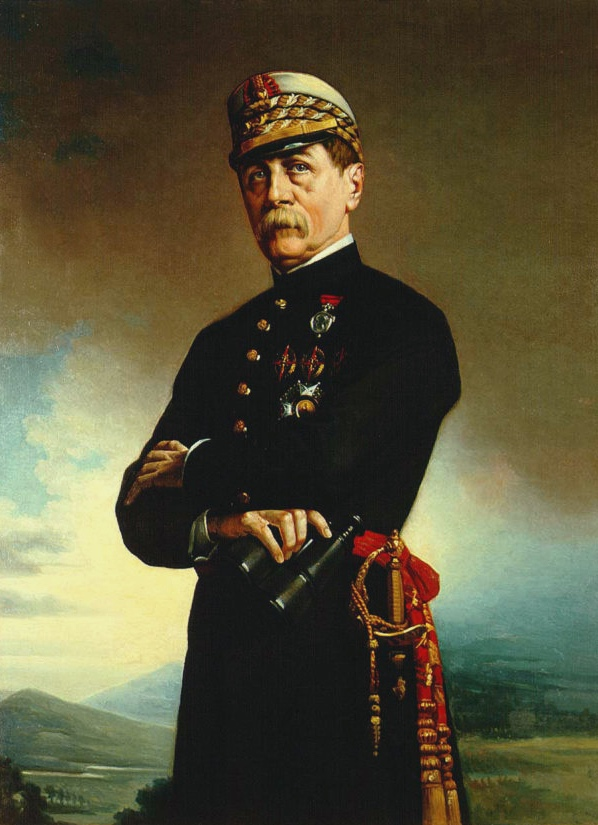

## Sources
- (es) Cet article est partiellement ou en totalité issu de l’article de Wikipédia en espagnol intitulé « Juan de Zavala y de la Puente » (voir la liste des auteurs).